# Cuenca del río Santa Lucía
La cuenca del río Santa Lucía está ubicada en el sur del territorio uruguayo, abarcando una extensión de aproximadamente 13.433 km².

Se extiende por los departamentos de Departamento de Florida (4.674 km² 35% de la superficie de la cuenca), San José (3.294 km²), Canelones (2.279 km²), Lavalleja (2.222 km²), Flores (839 km²) y Montevideo (126 km²).
Una cuenca hidrográfica es definida como el territorio que ocupa el río principal (en este caso río Santa Lucía) y sus afluentes, cuyos límites son definidos por la topografía del terreno, a partir de las divisorias de aguas (que en Uruguay se le denominan cuchillas).

Esta cuenca tiene como interfluvios o cuchillas hacia el este, la Cuchilla Grande en Lavalleja (donde se localiza las nacientes del río Santa Lucía, en Cerro Pelado, en la Sierra de Carapé a 250
m s. n. m., y hacia el norte definidas por la Cuchilla Grande Inferior.

## Ríos principales
El Sistema Cuenca del río Santa Lucía (SCSL) está integrado por los valles correspondientes a los ríos San José al oeste, Santa Lucía Chico en el centro, Santa Lucía desde el Este y subcuencas menores correspondientes a los arroyos Canelones (Grande y Chico) y Colorado.

El SCSL incluye 8 cuencas de nivel 2, (61, 62, 63, 64, 65, 66, 67, 68) y se le calcula  un total de 13.310 km2.
Los ríos principales que contiene la cuenca del Santa Lucía son: 
- el río Santa Lucía, con una longitud de 230 km,
- el río Santa Lucía Chico y
- el río San José

## Importancia de la cuenca

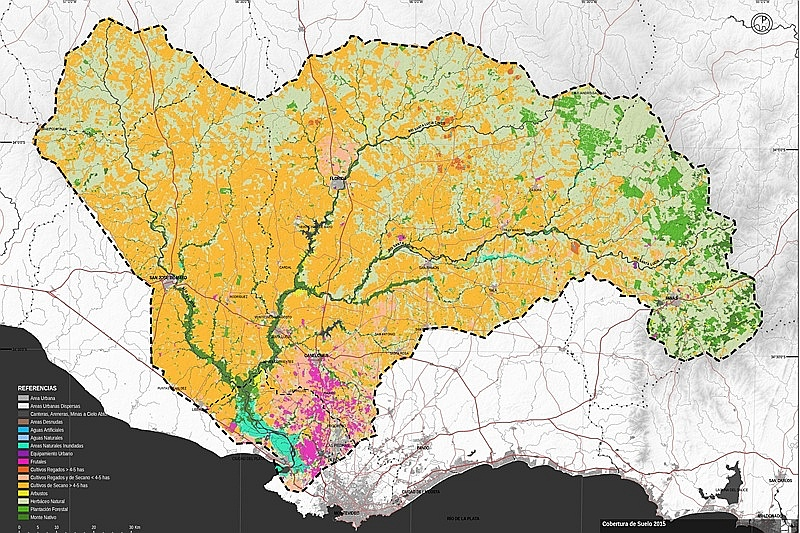
Mapa de la Cuenca del Santa Lucía

La Cuenca del Río Santa Lucía es de importancia estratégica para la sociedad uruguaya ya que es la principal fuente de abastecimiento hídrico. Brinda agua potable al 60% de la población de todo el país. La empresa OSE posee su principal planta purificadora en Aguas Corrientes, la cual se abastece del agua del río Santa Lucía. 
Es fundamental contar con un sistema de manejo propicio de la cuenca en función de la cantidad de agua que se dispone y la calidad de la misma para satisfacer las necesidades poblacionales y eludir problemas ambientales. De esta forma debe de existir un compromiso de los habitantes de la cuenca en materia de cuidados con el objetivo de evitar la polución del agua, pues es un bien común de la sociedad.

Los gobiernos departamentales que abarca la cuenca deberían de trabajar en forma conjunta creando políticas participativas de acción y cuidado de la cuenca del río Santa Lucía

### Subcuencas del sistema
Las subcuencas son Santa Lucía Chico, San José y Arroyo Canelones.

#### Subcuenca del Río Santa Lucía Chico
Sobre el río Santa Lucía Chico se localiza el embalse y reserva de Paso Severino. Este embalse posee una superficie de 20 kilómetros cuadrados (km2), con un volumen de 70 millones ( 7 × 107) de metros cúbicos (m3), y 3,5 m de profundidad, que recepciona agua en un área de drenaje de 2500 km2 en el departamento de Florida.

## Problemas ambientales a gran escala
Los problemas ambientales que se presentan en la cuenca del río Santa Lucía son: el inadecuado saneamiento urbano, así como también el manejo de los residuos sólidos y el vertimiento de efluentes industriales sin tratamiento alguno. En materia agropecuaria, se aprecia la erosión de suelos por prácticas agrícolas incorrectas, el abuso de agroquimicos en la agricultura, el vertido de tambos sin tratamiento, así como también la forestación de especies exóticas en la cuenca alta.
Los efectos del enriquecimiento excesivo en nutrientes (eutrofización) en el ecosistema acuático, reduce la posibilidad de utilizar este sistema para obtener agua potable. En la década 2002-2012 se ha observado un deterioro progresivo de la calidad de agua de este ecosistema, lo que queda demostrado por el incremento de la frecuencia y la duración de las floraciones de cianobacterias. El deterioro de la calidad de agua por efecto de la eutrofización está estrechamente ligado al uso productivo de la tierra, a la destrucción de los ecosistemas naturales y al contenido de aguas residuales urbanas e industriales.
Los cursos de agua ubicados en declive con respecto a las áreas donde se ubican zonas  productivas, son contaminados mediante infiltración del terreno, por arrastre, escurrimiento o lixiviación, produciendo efectos ambientales adversos.

En 2013 la floración de cianobacterias en el agua cruda de la represa de Aguas Corrientes, favorecida por elevadas concentraciones de fósforo, afectó el olor y el sabor del agua potable de OSE.

La ganadería bovina intensiva para la producción de lácteos, asociada a los cultivos forrajeros y los corrales de engorde de animales (feedlot), producen concentraciones de nutrientes y aportes de sólidos que resultan tóxicos para los seres vivos, especialmente en cuanto a poblaciones, comunidades y ecosistemas (ecotóxicos).